# Stadio Antonio Molinari
Lo Stadio Antonio Molinari (già Stadio Nuovo Romagnoli detto anche Selvapiana in riferimento alla zona in cui è situato o Axum Stadium Selvapiana per ragioni di sponsorizzazione) è uno stadio calcistico di Campobasso.
La capienza dello stadio è di 25000 spettatori (attualmente ridotta a 7.500).

## Storia

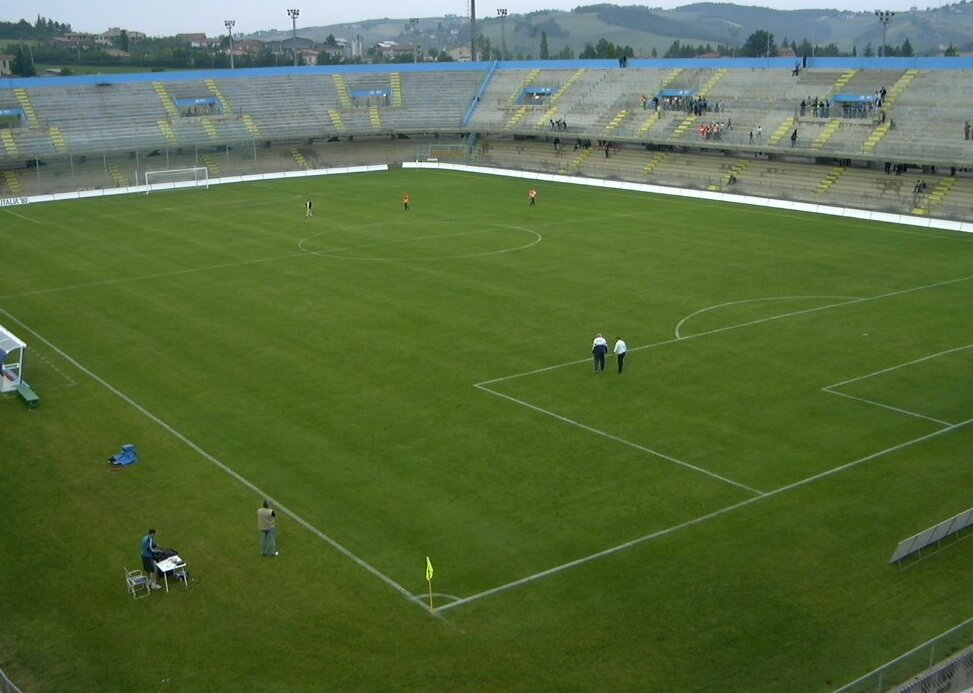
L'interno dello stadio nel 2005

Voluto dal presidente del Campobasso Antonio Molinari in sostituzione del vecchio impianto di gioco, la costruzione inizia con un maxi esproprio. Venne chiamato in maniera non ufficiale Nuovo Romagnoli in quanto il vecchio stadio, situato vicino al centro cittadino, era intitolato alla medaglia d'oro al valor militare Giovanni Romagnoli (aviatore campobassano caduto in Tripolitania nel 1929 combattendo contro i ribelli libici) e poi chiamato informalmente Stadio Vecchio Romagnoli.
Si può definire "gemello" dello stadio Ciro Vigorito di Benevento, essendo stato infatti progettato ricalcando al 90% il disegno di tale impianto, ed entrambe le strutture sono state realizzate dal medesimo imprenditore edile, l'ascolano Costantino Rozzi. Il complesso sportivo è stato inaugurato il 13 febbraio 1985 in occasione della gara d'andata degli ottavi di finale di Coppa Italia tra il Campobasso e la Juventus di Michel Platini e Giovanni Trapattoni, conclusasi con la vittoria per 1-0 in favore dei rossoblù (autogol di Stefano Pioli che ha deviato il tiro di Guido Ugolotti), con l'impianto stracolmo fino all'inverosimile, 26 000 biglietti venduti, 40 000 in tutto perché donne e bambini entravano gratis. Fu anche l'unica partita che si è svolta in quella stagione visto che erano necessari ulteriori lavori, diventando lo stadio di casa del Campobasso solo a partire dalla stagione successiva.
Ha ospitato anche, il 3 giugno 2003, l'amichevole Italia-Irlanda del Nord (2-0), organizzata per raccogliere fondi dopo il terremoto che nel 2002 aveva colpito il Molise. Curiosamente, gli Azzurri furono allenati dal Trap, che tornò così la seconda volta a Campobasso. Lo stesso anno il Romagnoli ospitò cinque partite del Napoli, impegnato in Serie B; esse si giocarono a porte chiuse per la squalifica dello stadio San Paolo a seguito degli incidenti scoppiati tra tifosi dell'Avellino e quelli degli azzurri che portarono alla morte di un giovane tifoso partenopeo. Gli incontri tutti finiti in parità furono: il 27 settembre Napoli-Ascoli (1-1), il 12 ottobre Napoli-Livorno (0-0), il 18 ottobre Napoli-Vicenza (1-1), il 25 ottobre Napoli-Torino (2-2) ed il 9 novembre il derby campano tra Napoli e Salernitana terminato 0-0. 
Nel settembre 2012 la Regione Molise ha stanziato fondi per circa 800 000 euro, destinati ai lavori di sistemazione e messa a norma dell'impianto, così come richiesto dalla Lega Italiana Calcio Professionistico. Tali lavori sono iniziati solo nel gennaio 2018. 
A seguito dei lavori dell'estate del 2021, con il ritorno del Campobasso in Serie C, lo stadio, dalla capienza di 4.000 posti negli anni della serie D, la capienza è stata portata a 7.500 posti suddivisi tra la Curva Nord, tribuna centrale e la Curva Sud primo anello (ospiti).
Nel 2016 il municipio di Campobasso approvò un ordine del giorno affinché lo stadio venisse intitolato allo storico capitano Michele Scorrano, deceduto nel 2009; questo fatto, provocò la reazione della famiglia Romagnoli con l'invio di strali dei rappresentanti della famiglia. 
Nel frattempo, dal 2009, i tifosi hanno intitolato a capitan Scorrano la Curva Nord, e da allora si chiama Curva Nord Michele Scorrano.
Il 24 maggio 2023 la società ufficializza l’ingresso dell'azienda canadese nell’edilizia commerciale Avicor (fondata da Aldo Vicenzo, imprenditore originario di Sepino), come title sponsor dell’impianto per la stagione 2023-2024. Lo stadio prende così il nome di Avicor Stadium Selvapiana. Inoltre i settori dello stadio nella zona della tribuna centrale vengono rinominati dandogli il nome di personaggi legati al Campobasso: la tribuna centrale viene rinominata Tribuna Antonio Molinari, la tribuna laterale Sud in Tribuna Gino Scasserra, la tribuna laterale Nord in Tribuna Vincenzo Cosco e la tribuna inferiore in Tribuna Guido Biondi. I distinti, settore attualmente non aperto, viene comunemente chiamata Tribuna Monforte.
Tra il 25 e il 28 marzo 2024 il comune ha organizzato un sondaggio online per una nuova intitolazione dello stadio, che ha visto prevalere le intitolazioni dell'intera struttura all'ex presidente Antonio Molinari (1932-2015) e della curva nord a Michele Scorrano, cui è seguita il 16 aprile, l'approvazione della delibera della giunta comunale sulla nuova intitolazione.
Dal 2025 la struttura prende il nome di Axum Stadium (un'altra azienda sempre di proprietà di Aldo Vicenzo).

## Concerti
Lo stadio ha ospitato i seguenti concerti:

- Antonello Venditti, 22 settembre 1990
- Litfiba, agosto 1991
- Pino Daniele, 28 luglio 1997
- Subsonica, 26 settembre 2002[senza fonte]

Con i lavori del 2021, è stata ricavata a lato della curva sud un'ampia area eventi che a partire dal 2022 torna a ospitare concerti, in particolare legati alla festa del Corpus Domini (tra gli altri, Mario Biondi, Mannarino, Fabri Fibra, e nuovamente i Litfiba e i Subsonica) e al recente Campobasso Summer Fest (Carmen Consoli, Clementino, Luché, Manuel Agnelli, e nel 2025 la fortunata commedia teatrale Ogni promessa è debito di Vincenzo Salemme).

## Eventi

### Calcio

#### Incontri della nazionale italiana
L'impianto sportivo è stato sede di un incontro amichevole della nazionale di calcio dell'Italia, disputato il 3 giugno 2003 contro l'Irlanda del Nord e terminato con il punteggio di 2-0 in favore degli Azzurri.

### Manifestazioni calcistiche benefiche
A dicembre 2002, in seguito al terremoto di San Giuliano, viene organizzata una partita benefica tra la Nazionale Italiana Cantanti e una rappresentativa dei soccorritori.